# Acacia ciliolata
Acacia ciliolata är en ärtväxtart som beskrevs av John Patrick Micklethwait Brenan och Arthur Wallis Exell. Acacia ciliolata ingår i släktet akacior, och familjen ärtväxter. Inga underarter finns listade i Catalogue of Life.